# Tyler Seibring
Tyler Seibring (nacido en Normal (Illinois), el 26 de julio de 1996) es un jugador de baloncesto estadounidense que actualmente pertenece a la plantilla del Real Canoe Natación Club Baloncesto Masculino. Con 2,06 metros de altura juega en la posición de ala-pívot. 

## Trayectoria
Seibring realizó su formación universitaria en Elon Phoenix de la NCAA y jugó hasta la temporada 2018-19. En esa temporada jugaría 31 partidos, promediando 16.5 ptos y 6 rebotes, y consiguiendo unos porcentajes de 50% en tiros de 2 puntos, un 41% en tiros de tres puntos y un 80% en tiros libres.
Tras no ser drafteado en 2019, en julio de 2019, firma por el Real Canoe Natación Club Baloncesto Masculino para jugar en LEB Oro la temporada 2019-20.